# Áskell Löve
Áskell Löve, född 20 oktober 1916 i Reykjavík, Island, död 29 maj 1994 i San Jose, Kalifornien, var en isländsk botaniker främst aktiv på Arktis. Han var gift med den svenska botanikern Doris Löve (född Wahlén).
Auktorsnamnet Á.Löve kan användas för Áskell Löve i samband med ett vetenskapligt namn inom botaniken; se Wikipediaartiklar som länkar till auktorsnamnet.